# Belinda Reyers
Belinda Reyers (* vor 1975) ist eine südafrikanische Ökologin. Sie leitet am Stockholm Resilience Centre das GRAID-Programm, das sich mit Resilienz im Anthropozän befasst.

## Leben
Reyers promovierte im Jahr 2001 an der Universität Pretoria in Naturschutzbiologie. Sie arbeitete daraufhin bis 2004 als Dozentin an den Universitäten von Pretoria und Stellenbosch. Anschließend gründete und leitete sie eine Forschungsgruppe für Artenvielfalt und Ökosystemleistungen beim Council for Scientific and Industrial Research in Stellenbosch, wo sie bis 2015 auch als leitende Wissenschaftlerin tätig war. Neben ihrer Tätigkeit am Stockholm Resilience Centre ist sie eine außerordentliche Professorin an der Universität Stellenbosch.

## Wirken
Zu Reyers Forschung zählt die regionale und internationale Zusammenarbeit, die auf die Einbindung von Wissen über sozial-ökologische Systeme und deren Rolle bei der Unterstützung resilienter Gesellschaften in die Richtlinien und Praktiken von Entscheidungsträgern abzielt.

## Veröffentlichungen (Auswahl)
- Belinda Reyers, Stephen Polasky, Heather Tallis, Harold A. Mooney, Anne Larigauderie: Finding common ground for biodiversity and ecosystem services. In: BioScience. Band 62, Nr. 5, 2012, S. 503–507, doi:10.1525/bio.2012.62.5.12.
- Belinda Reyers, Reinette Biggs, Graeme S. Cumming, Thomas Elmqvist, Adam P. Hejnowicz, Stephen Polasky: Getting the measure of ecosystem services: a social–ecological approach. In: Frontiers in Ecology and the Environment. Band 11, Nr. 5, 2013, S. 268–273, doi:10.1890/120144.
- Will Steffen, Katherine Richardson, Johan Rockström, Sarah E. Cornell, Ingo Fetzer, Elena M. Bennett, Reinette Biggs, Stephen R. Carpenter, Wim de Vries, Cynthia A. de Wit, Carl Folke, Dieter Gerten, Jens Heinke, Georgina Mace, Linn M. Persson, Veerabhadran Ramanathan, Belinda Reyers, Sverker Sörlin: Planetary boundaries: Guiding human development on a changing planet. In: Science. Band 347, Nr. 6223, 2015, 1259855, doi:10.1126/science.1259855.